# Anuja Chandramouli
Anuja Chandramouli (1986) é uma autora indiana de fantasia e ficção histórica.

## Biografia
Chandramouli foi incentivada a escrever e participar de competições de escrita criativa por sua professora de inglês na escola. Ela é bacharel em psicologia pelo Women's Christian College Chennai  e possui mestrado em inglês.
Ela é autora de sete romances. Seus trabalhos geralmente apresentam protagonistas da mitologia indiana. Ela também escreveu romances no gênero Alta fantasia:Yama’s Lieutenant e sua sequência Yama’s Lieutenant and the Stone witch.
Seu romance de estreia, Arjuna: Saga of a Pandava Warrior Prince, foi publicado em 2012. Em 2013, foi nomeado como um dos 5 principais livros da categoria Escrita Indiana pela Amazon India. Três de seus romances,Arjuna: Saga of a Pandava Warrior Prince, Kamadeva: The God of Desire e Shakti: The Divine Feminine devem ser traduzidos para o hindi, marata, guzerate e bengali do inglês.
Seu romance de 2017, The Burning Queen, conta a história de Rani Padmavati, uma rainha indiana dos séculos XIII e XIV e  originalmente ficcionalizada no poema épico de Malik Muhammad Jayasi. Foi publicado na controvérsia em torno da produção de um filme sobre o mesmo assunto, de Rani Padmavati, Padmaavat, dirigido por Sanjay Leela Bhansali. Seu novo livro Ganga: The Constant Goddess foi publicado em 2018.
Chandramouli também contribuiu com artigos, contos e resenhas de livros em publicações como The New Indian Express, o jornal em inglês The Hindu e a revista Femina. [carece de fontes?]
Em 2017, ela apareceu no Women Writers 'Fest, em Bangalore, falando sobre se o gênero influencia as narrativas na Mitologia. Ela cita Veda Vyasa como sua inspiração para começar a escrever livros originalmente, e o Mahabharata como sua história favorita.

### Bida pessoal
Chandramouli casou-se em 2005 e tem duas filhas.